# Округ Јунион (Њу Мексико)
Округ Јунион (енгл. Union County) је округ у америчкој савезној држави Њу Мексико.

## Демографија
По попису из 2010. године број становника је 4.549, што је 375 (9,0%) становника више него 2000. године.
| Група             | 2000.         | 2010.         |
| Белци             | 2.618 (62,7%) | 2.549 (56,0%) |
| Афроамериканци    | 0 (0,0%)      | 80 (1,8%)     |
| Азијати           | 14 (0,3%)     | 23 (0,5%)     |
| Хиспаноамериканци | 1.465 (35,1%) | 1.805 (39,7%) |
| Укупно            | 4.174         | 4.549         |